# لي دانيال كروكر
لي دانيال كروكر (بالإنجليزية: Lee Daniel Crocker)‏ هو مبرمج أمريكي ولاعب بوكر؛ هو معروف بإعادة كتابته لبرنامج ميدياويكي الذي تعمل عليه ويكيبيديا لمعالجة مشاكل الأداء وهو مكتوب بلغة PHP.